# Бебериби (Сеара)
Бебериби (порт. Beberibe) — муниципалитет в Бразилии, входит в штат Сеара. Составная часть мезорегиона Север штата Сеара. Входит в экономико-статистический микрорегион Каскавел. Население составляет 46 439 человек на 2006 год. Занимает площадь 1 616,389 км². Плотность населения — 28,7 чел./км².
Праздник города — 5 июля.

## История
Город основан 18 июля 1882 года.

## Статистика
- Валовой внутренний продукт на 2003 составляет 91.457.230,00 реалов (данные: Бразильский институт географии и статистики).
- Валовой внутренний продукт на душу населения на 2003 составляет 2.052,41 реалов (данные: Бразильский институт географии и статистики).
- Индекс развития человеческого потенциала на 2000 составляет 0,651 (данные: Программа развития ООН).